# 조진국
조진국은 대한민국의 드라마 작가이다. 1969년 부산광역시에서 태어났으며, 기자 출신이다.

## 생애

### 경력
- 조선일보 교열부 기자
- 매일경제신문 교열부 기자
- 넘버쓰리픽쳐스 드라마 작가

## 작품

### 방송
- 2004년 MBC 시트콤 《두근두근 체인지》 (공동 집필)
- 2005년 MBC 시트콤 《안녕, 프란체스카》 (공동 집필)
- 2006년 MBC 시트콤 《소울메이트》 (극본)
- 2014년 MBC 수목드라마 《운명처럼 널 사랑해》 (공동 집필)
- 2020년 MBC every1 화요드라마 《연애는 귀찮지만 외로운 건 싫어!》 (공동 집필)
- 2021년 MBC 수목드라마 《오! 주인님》 (극본)

### 영화
- 2007년 《M》 (각본) / (시나리오)
- 2010년 《쩨쩨한 로맨스》 (각색)

### 도서
- 2007년 해냄출판사 《고마워요 소울메이트》
- 2008년 해냄출판사 《사랑하지만 사랑하지 않는다》
- 2010년 중앙북스 《키스 키스 뱅뱅!》
- 2011년 청어람미디어 《소울푸드》
- 2012년 해냄출판사 《외로움의 온도》 (조진국 산문집)

### 음반
- 2005년 《안녕, 프란체스카》 OST
- 2006년 《소울메이트》OST
- 2007년 《고마워요, 소울메이트》OST